# Ivanovca Nouă, Cimișlia
Ivanovca Nouă este un sat din raionul Cimișlia, Republica Moldova.

## Demografie

### Structura etnică
Structura etnică a localității conform recensământului populației din 2004:
| Grup etnic                    | Populație | % Procentaj |
| ----------------------------- | --------- | ----------- |
| Băștinași declarați Moldoveni | 951       | 99,48%      |
| Ruși                          | 2         | 0,21%       |
| Bulgari                       | 2         | 0,21%       |
| Ucraineni                     | 1         | 0,10%       |
| Total                         | 956       |             |

## Administrație și politică
Componența Consiliului local Ivanovca Nouă (9 consilieri), ales la 5 noiembrie 2023, este următoarea:
|  | Partid                                       | Consilieri | Componență | Componență | Componență | Componență |
|  | -------------------------------------------- | ---------- | ---------- | ---------- | ---------- | ---------- |
|  | Partidul Acțiune și Solidaritate             | 4          |            |            |            |            |
|  | Partidul Social Democrat European            | 3          |            |            |            |            |
|  | Partidul Socialiștilor din Republica Moldova | 2          |            |            |            |            |